# Эпоха Августа
Эпоха Августа (43 год до н. э. — 18 год н. э.) — период блестящего расцвета латинской литературы. Вместе с предшествующим периодом, наиболее видной фигурой которого был Цицерон, сливается в золотой век латинской литературы. Отмеченная гражданским миром и процветанием эпоха нашла наивысшее выражение в изысканной и утонченной поэзии. Стихи посвященные темам патриотизма, любви и природы, обычно были адресованы покровителю или императору Августу. Среди писателей того времени: Вергилий, Гораций, Тит Ливий и Овидий. Термин «августовский» используется также применительно к «классическим» периодам в литературе других народов, особенно английской литературе XVII—XVIII веков.